# Copa Adrián C. Escobar 1943
La Copa Adrián C. Escobar 1943 constituye la cuarta edición de este particular torneo relámpago, organizado por AFA.
Disputado a final de temporada, contaba con la particularidad de que los partidos duraban 40 minutos, distribuidos en dos tiempos de 20 minutos. En caso de empate, se disputaban dos tiempos extra de 10 minutos cada uno, y si persistía, se clasificaba aquel equipo con mayor cantidad de tiros de esquina a favor, propiciando que los mismos sean celebrados como "goles" por parte del público espectador. Los equipos participantes, podían llegar a disputar hasta dos encuentros en un mismo día.
Participaron en ella, los siete primeros equipos de la tabla de posiciones del torneo oficial de Primera División de 1943. Boca Juniors, por ser el último campeón de la liga, entraba directamente en semifinales, siendo anfitrión del torneo.
En semifinales, Huracán empataría en cero con Independiente y al igualar en córneres, ganaría Huracán por sorteo el pase a la final. En el otro encuentro, Platense igualó con Boca Juniors en un gol pero pasaría a la final por tener mayor número de córneres a favor.
Finalmente, Huracán se consagraría campeón por segundo año consecutivo al igualar en cero con Platense pero haber conseguido mayor número de córneres a favor.

## Sistema de disputa
Los primeros 7 equipos del Campeonato de Primera División, se enfrentaron en un heptagonal, a través de un sistema de eliminación directa.
Se jugaron partidos de 40 minutos, con la particularidad de que, en caso de empate al transcurrir el alargue, se clasificaba aquel equipo con mayor cantidad de tiros de esquina a favor.
Boca Juniors avanzó directamente a semifinales por ser el último Campeón de Primera División.
Todos los partidos de los cuartos de final fueron disputados en el Estadio Monumental de River Plate. Las semifinales y la final se realizó en el estadio El Gasómetro de San Lorenzo.

## Equipos
| Equipo                               | Clasificación                                       | Ciudad       |
| ------------------------------------ | --------------------------------------------------- | ------------ |
| Club Atlético Boca Juniors           | 1° lugar del Campeonato de Primera División de 1943 | Buenos Aires |
| Club Atlético River Plate            | 2° lugar del Campeonato de Primera División de 1943 | Buenos Aires |
| Club Atlético San Lorenzo de Almagro | 3° lugar del Campeonato de Primera División de 1943 | Buenos Aires |
| Club Atlético Huracán                | 4° lugar del Campeonato de Primera División de 1943 | Buenos Aires |
| Club Estudiantes de La Plata         | 5° lugar del Campeonato de Primera División de 1943 | La Plata     |
| Club Atlético Independiente          | 6° lugar del Campeonato de Primera División de 1943 | Avellaneda   |
| Club Atlético Platense               | 7° lugar del Campeonato de Primera División de 1943 | Florida      |

## Desarrollo
|  | Cuartos de final | Cuartos de final | Cuartos de final |              |               | Semifinal       | Semifinal       | Semifinal       |  |         | Final           | Final           | Final           |  |
|  | 8 de diciembre   | 8 de diciembre   | 8 de diciembre   |              |               | 11 de diciembre | 11 de diciembre | 11 de diciembre |  |         | 11 de diciembre | 11 de diciembre | 11 de diciembre |  |
|  |                  |                  |                  |              |               |                 |                 |                 |  |         |                 |                 |                 |  |
|  |                  |                  |                  |              |               |                 |                 |                 |  |         |                 |                 |                 |  |
|  | 1                | Huracán          | 1                |              |               |                 |                 |                 |  |         |                 |                 |                 |  |
|  | 1                | Huracán          | 1                |              |               |                 |                 |                 |  |         |                 |                 |                 |  |
|  | 8                | River Plate      | 0                |              |               |                 |                 |                 |  |         |                 |                 |                 |  |
|  | 8                | River Plate      | 0                |              | Independiente | Independiente   | 0 (3)           |                 |  |         |                 |                 |                 |  |
|  |                  |                  |                  |              | Independiente | Independiente   | 0 (3)           |                 |  |         |                 |                 |                 |  |
|  |                  |                  | Huracán          | Huracán      | 0 (3)         |                 |                 |                 |  |         |                 |                 |                 |  |
|  | 5                | Independiente    | Huracán          | Huracán      | 0 (3)         | 1 (4)           |                 |                 |  |         |                 |                 |                 |  |
|  | 5                | Independiente    |                  |              |               |                 |                 |                 |  |         |                 |                 |                 |  |
|  | 4                | San Lorenzo      | 1 (2)            |              |               |                 |                 |                 |  |         |                 |                 |                 |  |
|  | 4                | San Lorenzo      | 1 (2)            |              |               |                 |                 |                 |  | Huracán | Huracán         | 0 (4)           |                 |  |
|  |                  |                  |                  |              |               |                 |                 |                 |  | Huracán | Huracán         | 0 (4)           |                 |  |
|  |                  |                  | Platense         | Platense     | 0 (1)         |                 |                 |                 |  |         |                 |                 |                 |  |
|  | 3                | Estudiantes (LP) | Platense         | Platense     | 0 (1)         | 0               |                 |                 |  |         |                 |                 |                 |  |
|  | 3                | Estudiantes (LP) |                  |              |               |                 |                 |                 |  |         |                 |                 |                 |  |
|  | 6                | Platense         | 1                |              |               |                 |                 |                 |  |         |                 |                 |                 |  |
|  | 6                | Platense         | 1                |              | Platense      | Platense        | 1 (7)           |                 |  |         |                 |                 |                 |  |
|  |                  |                  |                  |              | Platense      | Platense        | 1 (7)           |                 |  |         |                 |                 |                 |  |
|  |                  |                  | Boca Juniors     | Boca Juniors | 1 (3)         |                 |                 |                 |  |         |                 |                 |                 |  |
|  | 7                | Bye              | Boca Juniors     | Boca Juniors | 1 (3)         | N/D             |                 |                 |  |         |                 |                 |                 |  |
|  | 7                | Bye              |                  |              |               |                 |                 |                 |  |         |                 |                 |                 |  |
|  | 2                | Boca Juniors     | N/D              |              |               |                 |                 |                 |  |         |                 |                 |                 |  |
|  | 2                | Boca Juniors     | N/D              |              |               |                 |                 |                 |  |         |                 |                 |                 |  |
|  |                  |                  |                  |              |               |                 |                 |                 |  |         |                 |                 |                 |  |

## Final
| 11 de diciembre de 1943                                                          | Huracán | 0:0 | Platense | El Gasómetro, Buenos Aires                  |  |
|                                                                                  |         |     |          | Asistencia: 60.000 espectadores Árbitro(s): |  |
| Huracán ganó el torneo por tener 4 corners a favor contra 1 a favor de Platense. |         |     |          |                                             |  |

| Uniformes | Uniformes |
| --------- | --------- |
| Huracán   | Platense  |

| Campeón Huracán 2.do título |

| Predecesor: 1942 Campeón: Huracán | III Copa Adrián C. Escobar 1943 Campeón: Huracán | Sucesor: 1944 Campeón: Estudiantes (LP) |